# Ларни, Мартти
Мартти Йоханнес Ларни (фин. Martti Johannes Larni; наст. фамилия (до 1942) — Лайне (Laine); 22 сентября 1909, Пакила, Хельсинки — 7 марта 1993, Хельсинки) — финский писатель и журналист. Был председателем Союза писателей Финляндии.
Писал как под своей фамилией (Мартти Лайне до 1942 года и Мартти Ларни после), так и под псевдонимами Аслак Нуорти (фин. Aslak Nuorti) и Дан Астер (англ. Dan Aster). В 1948—1949 и 1951—1954 годах жил в США.

## Творческая деятельность
Литературную деятельность начал как поэт. Его ранний роман «Уважаемые бедные и их пёстрая компания» (1944) — сатира на обанкротившихся дельцов периода экономического кризиса 1930-х годов. В романе «Нетерпеливая страсть» (1945) и других Ларни рисует жизнь рабочих. В 1948 году опубликовал исторический роман «Небо спустилось на землю». Роман-памфлет «Четвёртый позвонок, или Мошенник поневоле» (1957, русский перевод 1959) высмеивает Америку 1950-х годов и «американский образ жизни». В сатирическом романе «Прекрасная свинарка, или Воспоминания экономической советницы Минны Карлссон-Кананен» (1959, русский перевод 1961) разоблачает махинации буржуазных дельцов, ханжество «благотворителей», слепое преклонение перед Западом. Роман «Об этом вслух не говорят» (1964) — злободневная сатира на внутреннюю и внешнюю политику Запада.
Ларни неоднократно бывал в СССР, выступал на страницах советской прессы.

## Список произведений
- 1936 — Seikkailuja Saamenmaassa (как Аслак Нуорти)
- 1937 — Kuilu (как Мартти Лайне)
- 1942 — Hyvien ihmisten kylä
- 1944 — Arvokkaat köyhät ja heidän kirjava seurakuntansa
- 1944 — Kahden maailma (как Дан Астер)
- 1944 — Laulun miekka
- 1945 — Malttamaton intohimo (как Дан Астер)
- 1945 — Äidin kädet («Руки матери»)
- 1946 — Lähellä syntiä
- 1946 — Musta Venus (как Дан Астер)
- 1947 — Juokseva lähde («Бегущий родник»)
- 1948 — Taivas laskeutui maahan («Небо спустилось на землю»)
- 1951 — Musta Venus («Чёрная Венера»)
- 1952 — Minnesota palaa
- 1957 — Neljäs nikama eli Veijari vastoin tahtoaan

рус.пер.: «Четвёртый позвонок, или Мошенник поневоле» (пер. с финск. В. Богачёва. — М.: Изд-во иностр. лит-ры, 1959)
- 1959 — Kaunis sikopaimen eli Talousneuvos Minna Karlsson-Kanasen muistelmia

рус.пер.: «Прекрасная свинарка, или Воспоминания экономической советницы Минны Карлссон-Кананен» (пер. с финск. В.Богачева; художник А.Васин. — М.: Изд-во иностр. лит-ры, 1961. — 214 с.)
- 1962 — Suomalainen mollikissa
- 1964 — Tästä ei puhuta julkisesti («Об этом вслух не говорят»), пер. с финск. В. Богачёв, ж-л «Огонёк», 1965, № 27—37: Минск, «Университетское», 1984
- 1966 — Uskomatonta onnea
- 1968 — Esikoispoika («Первенец»)
- 1972 — Sokrates Helsingissä ja muita tarinoita
- 1973 — Laugh With Larni
- 1978 — Isät äitiyslomalle ja muita tarinoita

## Публикации на русском языке
- Ларни М. Четвёртый позвонок. — М. : Издательство иностранной литературы, 1959.
- Ларни М. Прекрасная свинарка / Пер. с финск. В. Богачёва; художник А. Васин. — М. : Издательство иностранной литературы, 1961. — 214 с.
- Ларни М. Краеугольный камень. — М. : Правда, 1969.
- Ларни М. Памфлеты, фельетоны, рассказы. — М. : Издательство АПН, 1973.
- Ларни М. Рассказы // Иностранная литература. — 1978. — № 7.
- Хаанпяя П. и Ларни М. Новеллы / Пер. с фин. Ю. Александрова. — М. : Молодая гвардия, 1978. — 272 с. — с ил.
- Ларни М. Четвёртый позвонок. Романы, рассказы / Перевод с финского В. Богачёва. Илл. Ю. Чарышникова. — Кишинёв : Литература артистикэ, 1980. — 672 с.
- Ларни М. Хоровод нищих / Пер. с финск. Б. Злобина, В. Богачёва. — М. : Вагриус, 1999. — 574 с.

## Экранизации
- «Райские яблочки» (1973, СССР) — по мотивам рассказа «Сократ в Хельсинки».